# Портулак городній
Портулак городній (Portulaca oleracea L.) — однорічна трав'яниста рослина родини портулакових (Portulacaceae).

## Загальна характеристика
Стебло м'ясисте, простерте, до 30 см завдовжки, розгалужене. Листки сидячі, клиноподібно-оберненояйцеподібні, лопаткоподібні, тупі. Портулак городній з'являється в кінці червня — на початку липня.
Квітки двостатеві, сидячі, 3–5-пелюсткові, жовті, зібрані в розвилках стебла. Цвіте у червні-вересні. Плід — коробочка, завдовжки до 6 мм, з кришечкою, що відкривається впоперек. Проростає насіння в землі на глибині від одного до трьох сантиметрів. Для того щоб дозріти, йому потрібно майже 30 днів. Рослина дуже живуча, любить тепло. Одна розвинута рослина дає до 10 тис. насінин.

## Поширення
Портулак городній — археофіт ірансько-туранського походження. У природних умовах поширений практично всюди і росте як бур'ян в посівах зернових і колосових культур, на городах, у селах, на необроблюваних землях. У культурі портулак вирощують аматори.

## Практичне використання

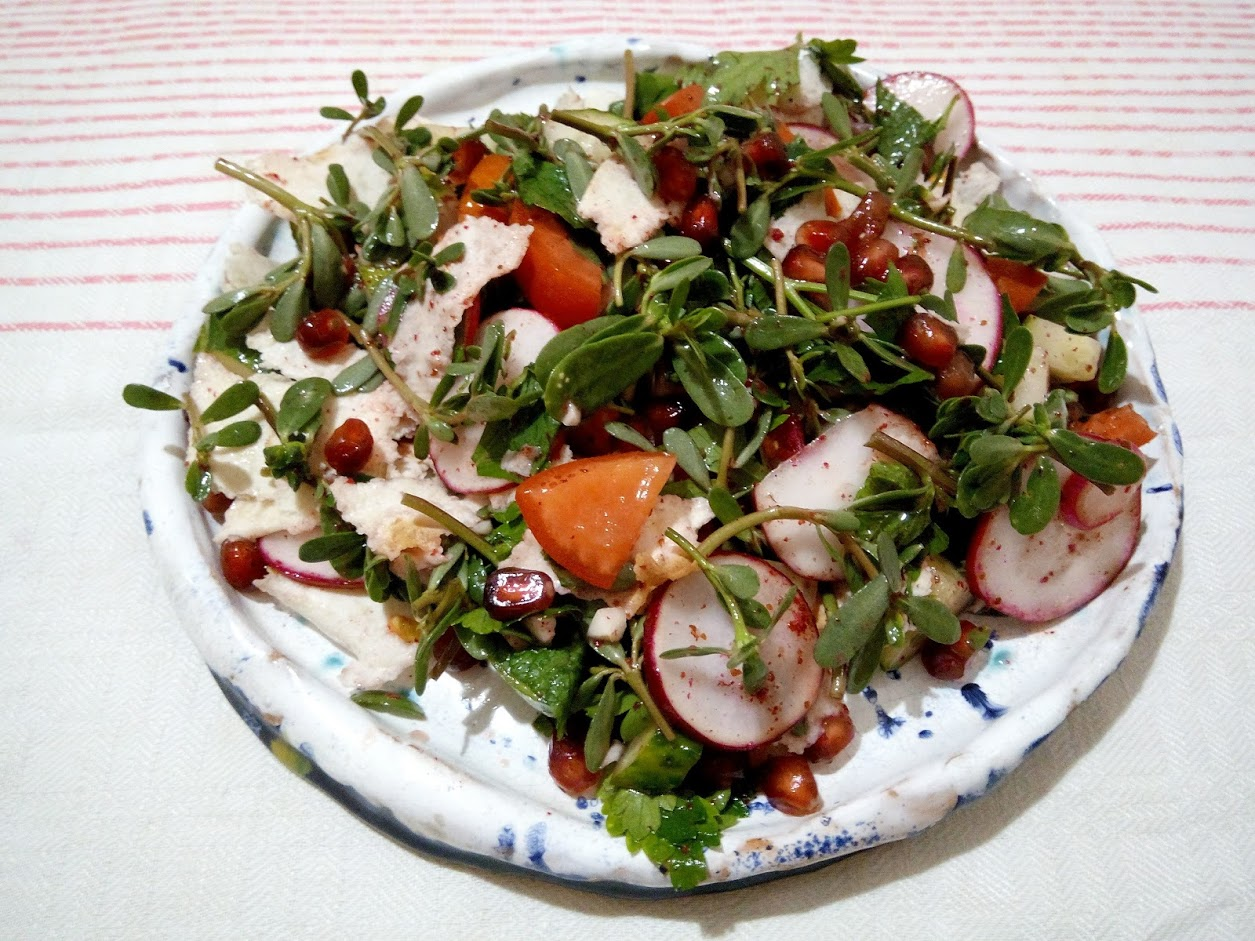
Салат фаттуш з портулаком

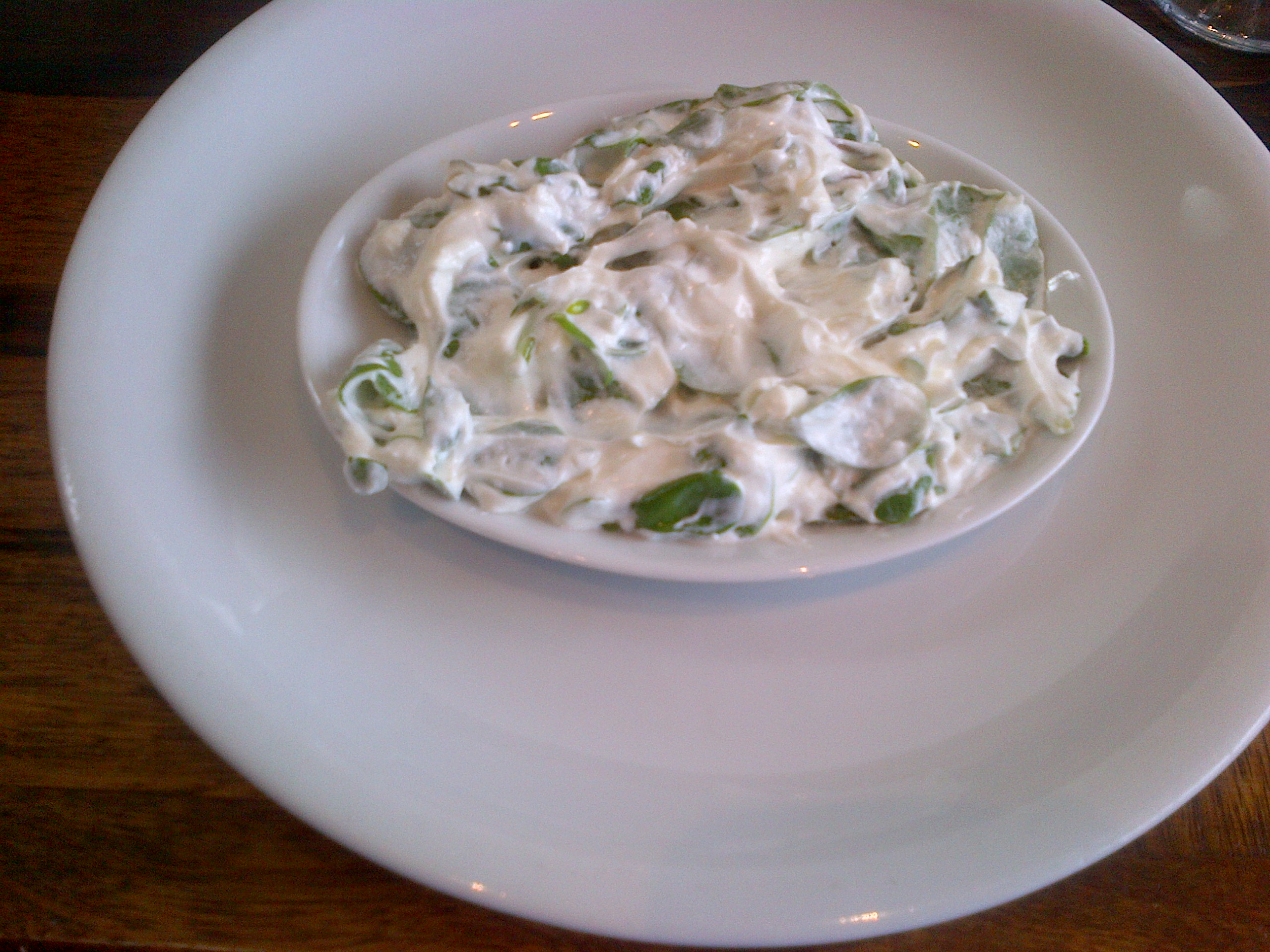
Турецький салат з портулаком і йогуртом

### У кулінарії
Молоде листя і стебла використовують у їжу — сирими та вареними або смаженим. Вони мають злегка кислий і солоний смак і з них готують гострі салати, супи, пюре, приправи до м'ясних страв. Через слизові якості листя портулак підходить для супу.
Портулак — обов'язковий інгредієнт ліванського салату фаттуш. А в Туреччині традиційний салат з йогуртом.
На зиму солять і маринують, використовуючи як замінник каперсів. Особливою популярністю зелень портулаку користується з давніх-давен у населення Південного Кавказу, Середньої Азії, в країнах Середземномор'я.
Портулак використовується як засіб від цинги.
Незважаючи на малий розмір насіння, воно було основним продуктом харчування для австралійських аборигенів. В Австралії смакують підсмаженим насінням портулаку як у нас соняшниковим.

### У медицині
Використовують траву і насіння, в першу чергу проти гельмінтів та як антитоксичний засіб при укусах комах і змій. Листки містять вітаміни, алкалоїди (0,03 %), глікозиди, органічні кислоти, цукри, жири, слизі, білки, мінеральні речовини. Насіння містить жирну олію, до складу якої входять лінолева, пальмітинова і стеаринова кислоти.
Галенові препарати портулаку городнього використовують для підвищення артеріального тиску, посилення роботи серця. У народі свіжий сік застосовують при хворобах очей (кон'юнктивіт, кератит).
Внутрішньо — настій трави портулаку вживають як допоміжний засіб при набряках, хворобах печінки і нирок, як сечогінний засіб, при шигельозі, при розладі нервової системи (особливо для лікування імпотенції у чоловіків). Препаратам портулаку властива також антитоксична дія (використовують при отруєннях).
Зовнішньо — свіжий сік або настій трави портулаку ефективний для загоювання незагоєних ран і пролежнів. Настоянка насіння портулаку на 70 % розчині спирту служить для очищення організму і при псоріазі.

### Інше
Культурні декоративні сорти портулаку городнього розводять у квітниках, ним прикрашають клумби та газони.
У кормовиробництві використовують як корм для свиней.

## Галерея

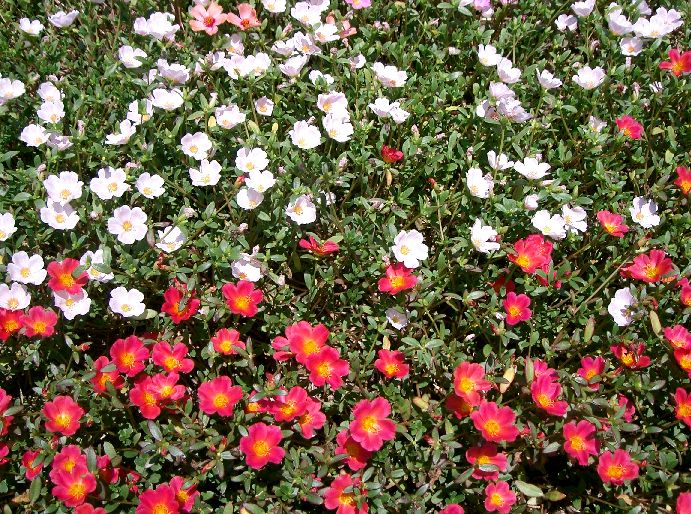
Декоративні сорти портулаку
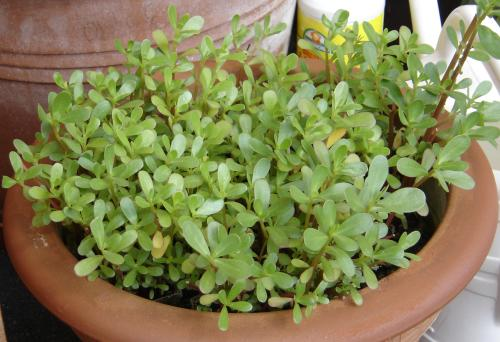
Листя портулаку городнього вирощуються для салату
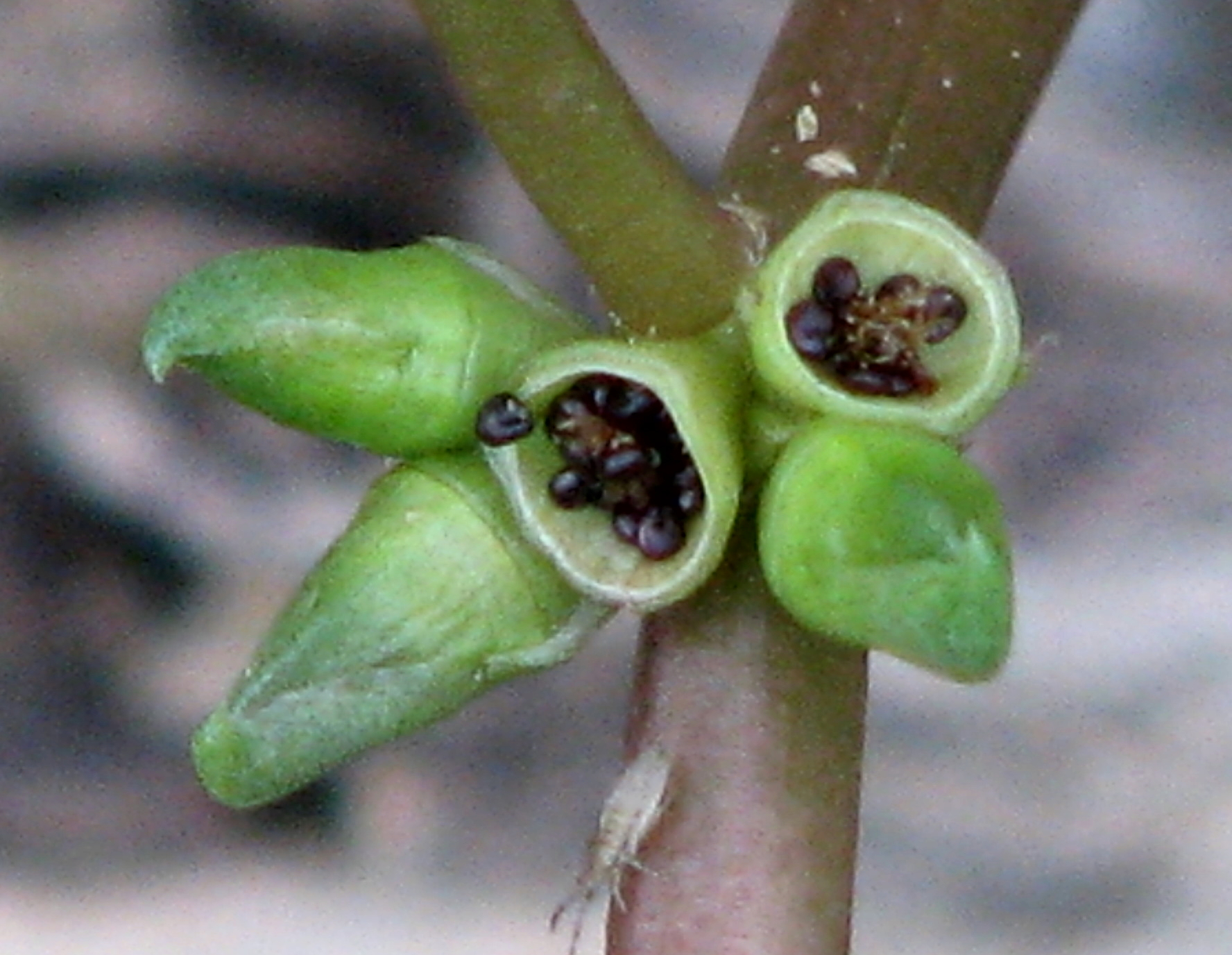
Насіння
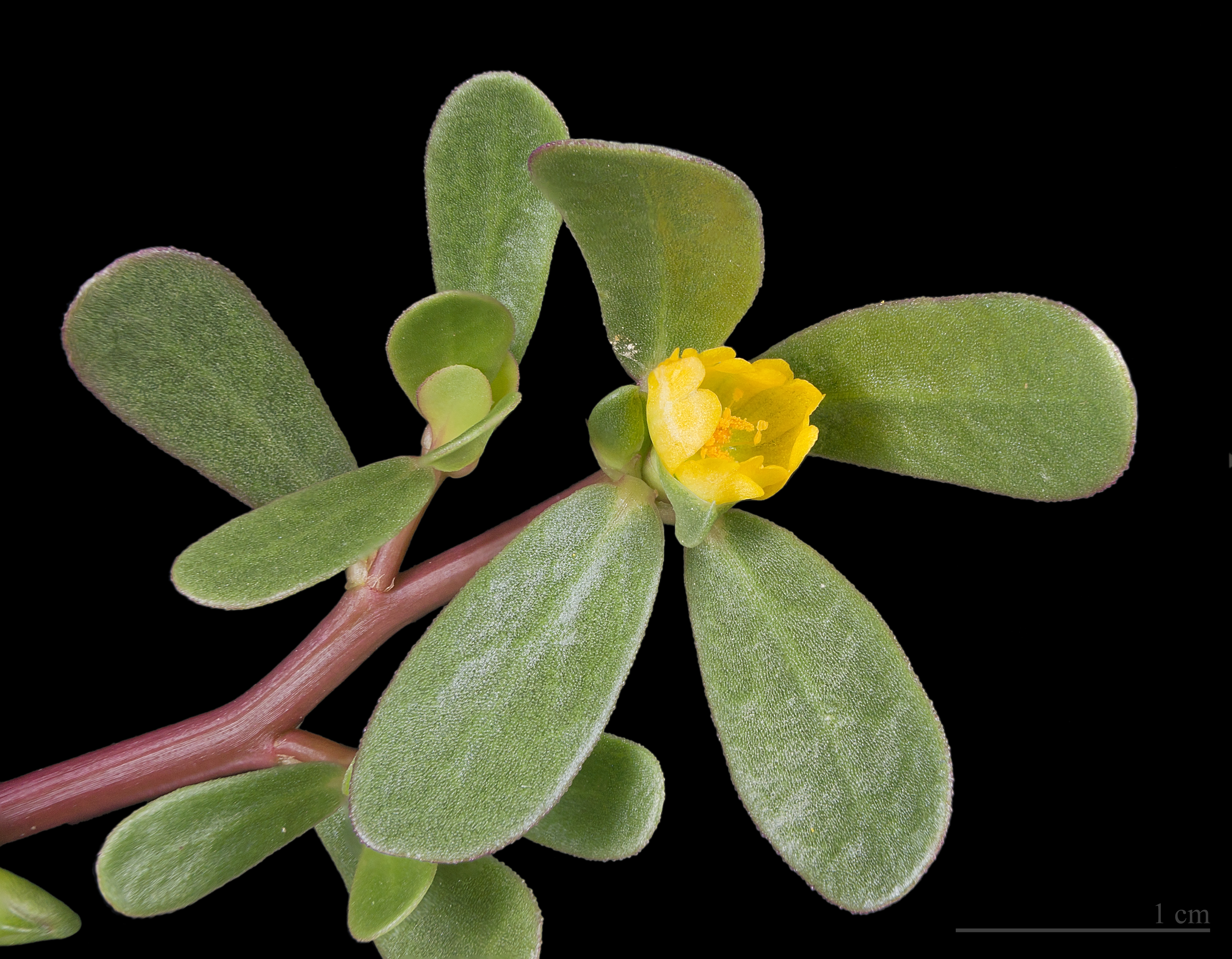
Квіти
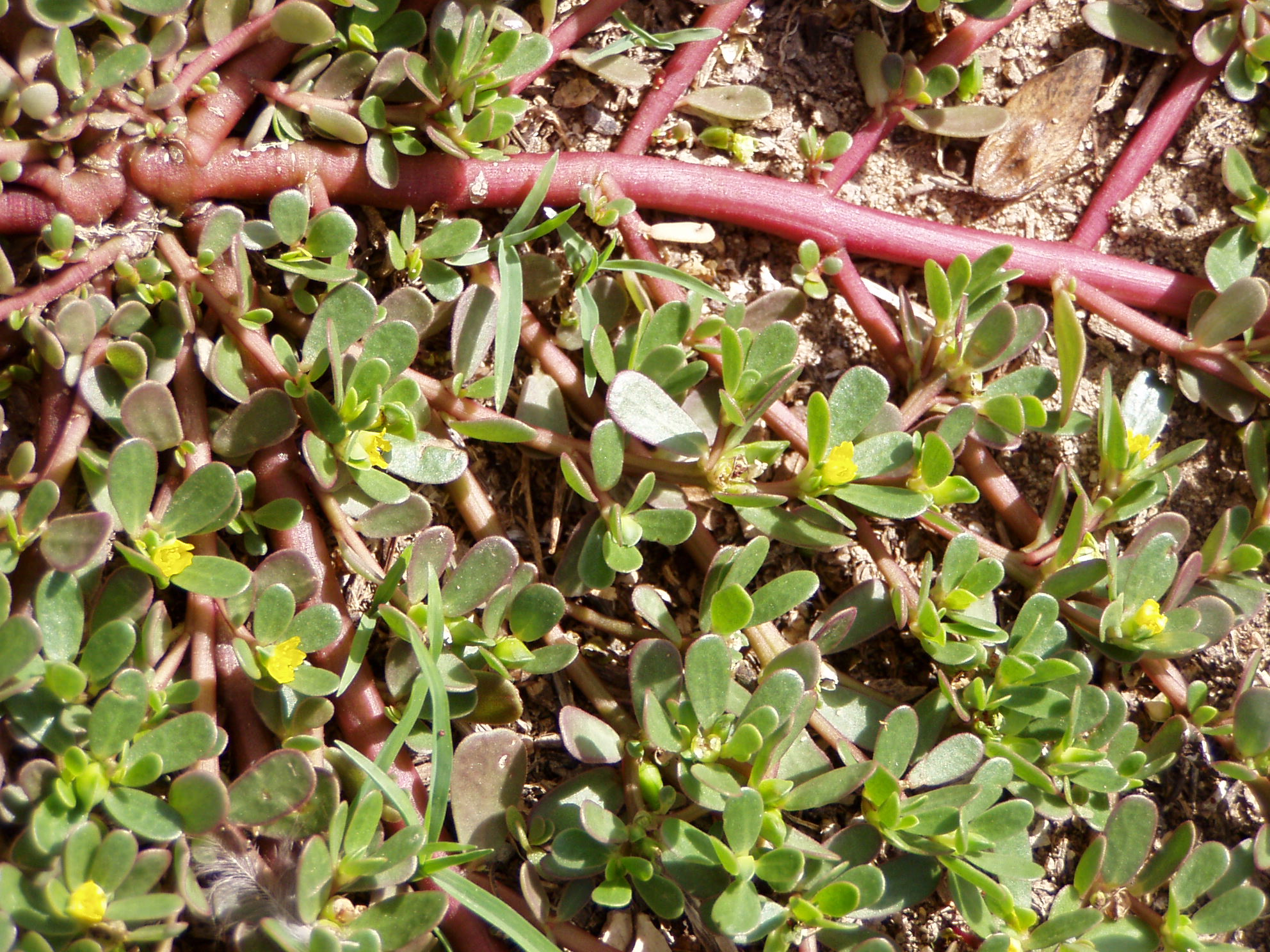
Стебло та листя